# 弗羅茨瓦夫市徽
弗羅茨瓦夫的市徽可以追溯到1530年，當時它得到了查理五世皇帝的批准。

## 設計
徽章由五個部分構成，中間是這座城市的守護神施洗約翰的頭像，左上方的獅子代表波希米亞王國，右上方的鷹則代表西里西亞。左下方的字母“W”既代表城市的拉丁名Wratislavia，也代表傳說中城市的創始人弗拉季斯拉夫一世，右下則為福音傳道者約翰的半身像。